# George Pan Cosmatos
George Pan Cosmatos, accreditato spesso come George P. Cosmatos (in greco Γεώργιος (Τζωρτζ) Κοσμάτος?, traslitterato Geórgios (Tzortz) Kosmátos; Firenze, 4 gennaio 1941 – Victoria, 19 aprile 2005), è stato un regista greco.

## Biografia
Nato a Firenze da una famiglia greca, crebbe in Egitto e a Cipro ma completò i suoi studi a Londra, alla London Film School. Girò i suoi primi film in Italia, per poi stabilirsi a Hollywood dove diresse film come Rambo II: la vendetta (1985) e Cobra (1986), entrambi con Sylvester Stallone come protagonista. Proprio con il secondo Rambo, Cosmatos ottenne una candidatura al Golden Raspberry Awards del 1985, ma, nonostante la tiepida accoglienza della critica, il film fu un grande successo commerciale.
Autore di film spettacolari e solidi, fra i suoi principali successi si annoverano Cassandra Crossing (1976) e Tombstone (1993), un film western su Doc Holliday e Wyatt Earp. Nel 1997 girò il suo ultimo film, Shadow Program - Programma segreto, un thriller politico con rimandi a I tre giorni del condor di Sydney Pollack.
Morì nel 2005 per un tumore ai polmoni.

## Vita privata
Suo figlio Panos Cosmatos è un regista; tra i vari film ha diretto Mandy (2018).

## Filmografia
- Femmina violenta (1970)
- Rappresaglia (1973)
- Cassandra Crossing (1976)
- Amici e nemici (1979)
- Di origine sconosciuta (1983)
- Rambo 2 - La vendetta (1985)
- Cobra (1986)
- Leviathan (1989)
- Tombstone (1993)
- Shadow Program - Programma segreto (1997)